# Distoleon nigricans
Distoleon nigricans is een insect uit de familie van de mierenleeuwen (Myrmeleontidae), die tot de orde netvleugeligen (Neuroptera) behoort. 
Distoleon nigricans is voor het eerst wetenschappelijk beschreven door Okamoto in 1905.